# Paracilicaea teretron
Paracilicaea teretron är en kräftdjursart som beskrevs av Barnard 1955. Paracilicaea teretron ingår i släktet Paracilicaea och familjen klotkräftor. Inga underarter finns listade i Catalogue of Life.